# Дом Сун Цинлин (Шанхай)
Дом Сун Цинлин (Шанхай) (кит. 上海宋庆龄故居) — мемориальный дом-музей вдовы Сунь Ятсена Сун Цинлин, расположенный в Шанхае по адресу: Huaihai Middle Road,1843, бывшая резиденция Сун Цинлин в Шанхае после 1949 года. Включает в себя трёхэтажное здание и территорию площадью 4333 квадратных метра.

## История
После победы в китайско-японской войне в 1945 году Сун Цинлин подарила правительству Китайской Республики свою резиденцию в Шанхае, расположенную на Moliai Rоаd,29, для создания в этом доме мемориала Сунь Ятсена. В связи с тем, что она переселилась в жилье, недостойное вдовы основателя гоминьдана, Чан Кайши распорядился передать ей в собственность дом на Huaihai Middle Road,1843, куда Сун Цинлин переехала весной 1949 года.
С момента создания КНР, Сун Цинлин занимала различные должности центральном правительстве, а её дом в Шанхае стал местом важных рабочих встреч. В своем доме Сун Цинлин принимала высших руководителей КПК, в том числе Мао Цзэдуна, Чжоу Эньлая, Дэн Инчао, Лю Шаоци, Чэнь И, а также зарубежных государственных деятелей — Сукарно , Ким Ир Сена , К. Е. Ворошилова, У Ну , Сарвепалли Радхакришнана, Сиримаво Бандаранаике .
С 1963 года в связи с преклонным возрастом Сун Цинлин большую часть времени жила в Пекине, посещая Шанхай только для отдыха или участия в каких-либо мероприятиях. Последний раз она посетила Шанхай 31 декабря 1978 года и пробыла здесь до конца февраля 1979 года.
Сун Цинлин скончалась в Пекине 29 мая 1981 года. После её смерти дом в Шанхае был отреставрирован и открыт для ограниченного круга посетителей. 22 октября 1981 городское правительство Шанхая объявило этот дом культурным памятником муниципального значения. В мае 1988 мемориальный дом-музей Сун Цинлин был открыт для широкой публики и стал одним из важных мест патриотического воспитания. 25 июня 2001 года мемориальный дом-музей Сун Цинлин решением Государственного Совета КНР объявлен национальным достоянием и взят под охрану государства.

## Коллекция
В мемориальном доме-музее находится коллекция из более чем 15000 экспонатов. Среди них — фотографии, письма, дипломы Сун Цинлин, книги её личной библиотеки, домашняя утварь, подарки, а также личные печати Сунь Ятсена.